# Лугуэрсио, Пабло
Па́бло Ариэ́ль Лугуэ́рсио (исп. Pablo Ariel Lugüercio; род. 10 марта 1982, Ла-Плата, провинция Буэнос-Айрес) — аргентинский футболист, выступавший на позиции нападающего.

## Биография
Пабло Лугуэрсио начал заниматься футболом в Детской футбольной ассоциации «Лас-Мальвинас», клуба одного из районов родной Ла-Платы. Затем перешёл в академию «Эстудиантеса». В возрасте 19 лет был переведён в основную команду, где и дебютировал в Примере в 2001 году. Однако больше в сезоне 2001/02 он не играл, и в следующем году был отдан в аренду в «Дефенсу и Хустисию». В сезоне 2003/04 Лугуэрсио стал намного чаще играть за родную команду — за сезон в 23 матчах он забил три гола.
В 2005 году Пабло Лугуэрсио вновь отправился в аренду, на этот раз в Перу, где стал твёрдым игроком основного состава столичного «Универсидад Сан-Мартина». Полученный опыт помог игроку закрепиться в основе «Эстудиантеса» в следующем сезоне. Лугуэрсио стал частью команды, ставшей чемпионом Аргентины в Апертуре 2006. 15 октября 2006 года Лугуэрсио принял участие в историческом класико против «Химнасии и Эсгримы», которое завершилось победой «пинчарратос» со счётом 7:0. «Клоун» (прозвище Пабло) забил шестой гол в этой встрече.
С 2008 по 2011 год Пабло Лугуэрсио выступал за «Расинг» из Авельянеды. За «академию» в 120 матчах чемпионата Аргентины он отметился 12 забитыми голами. В первой половине 2012 года выступал за эквадорскую «Барселону», но оставшуюся часть контракта, с середины года и до окончания сезона 2012/13, играл за «Арсенал» из Саранди.
В сезоне 2013/14 Лугуэрсио играл за «Олимпо» из Баия-Бланки. В декабре 2013 года Пабло сообщил, что около полутора лет его преследовала женщина-фанат с расстройствами психики, которая добивалась внимания футболиста и, в конце концов, стала угрожать убийством его семье.
В начале июля 2014 года перешёл в «Альдосиви». Помог этой команде стать чемпионом Примеры B Насьональ — второго эшелона аргентинского клубного футбола. 6 октября 2015 года во время игры «Альдосиви» с «Ланусом» фанат «Лануса» бросил с трибуны камень, который попал Лугуэрсио в глаз. Нападающий был заменён, ему оказали медицинскую помощь.
1 июля 2017 года на правах свободного агента Пабло Лугуэрсио вернулся в «Эстудиантес».
В апреле 2019 года завершил профессиональную карьеру футболиста.

## Титулы и достижения
- Чемпион Аргентины (1): Апертура 2006
- Чемпион Примеры B Насьональ (1): 2014
- Обладатель Суперкубка Аргентины (1): 2012